# Sainte-Clotilde-de-Horton
Sainte-Clotilde-de-Horton es un municipio canadiense situado en la provincia de Quebec.

## Superficie
Sainte-Clotilde-de-Horton tiene una superficie de 114,66 km².

## Demografía
En 2021, tenía 1563 habitantes, una densidad poblacional de 13,6 hab./km², y 820 viviendas.